# Casa de los Balcones
La Casa de los Balcones (littéralement la maison des balcons) est une maison historique et un musée à La Orotava sur l'île de Tenerife dans les îles Canaries.

## Histoire
Elle a été construite une première fois en 1632. Elle offre une grande variété de produits typiques des Canaries, dont des œuvres d'art, des broderies en céramique. Le bâtiment, qui compte en fait deux maisons réunies, a trois étages, il comporte cinq balcons et au deuxième étage, ils sont en bois. Le patio est orné de plantes.
Elle possède un complexe d'œuvres d'art qui est le plus célèbre des îles Canaries, ainsi que d'un centre de formation. Elle est devenue une attraction touristique du nord de Tenerife, des milliers de personnes visitent le bâtiment chaque année.

## Galerie

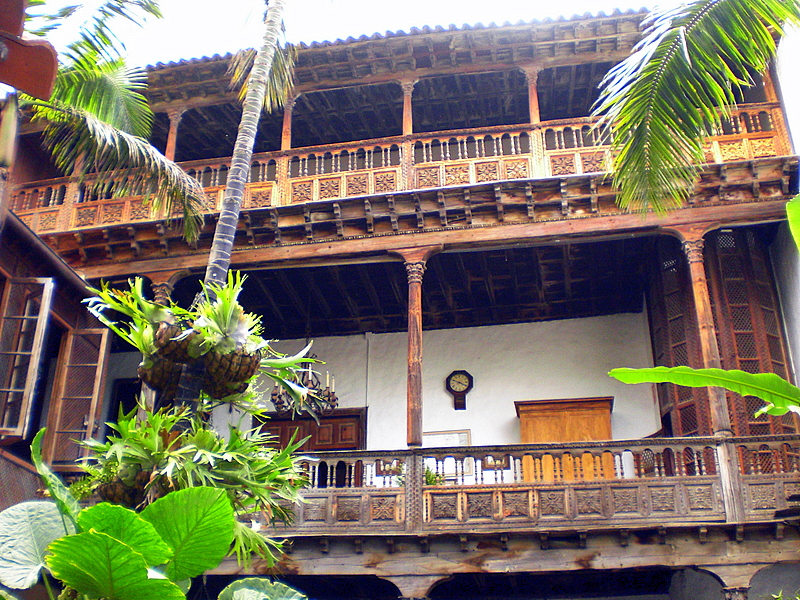
Patio avec balcons en bois
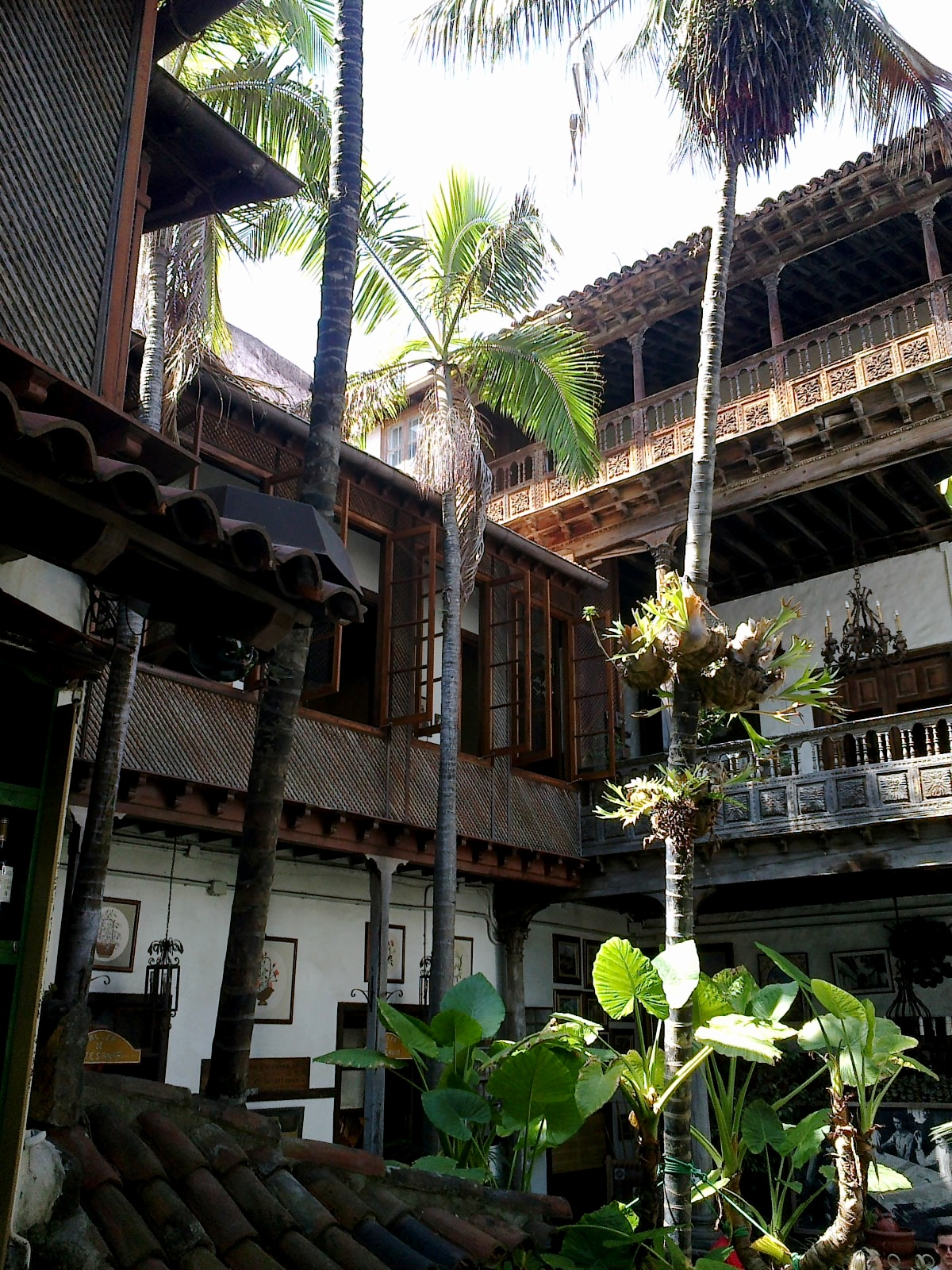
Patio
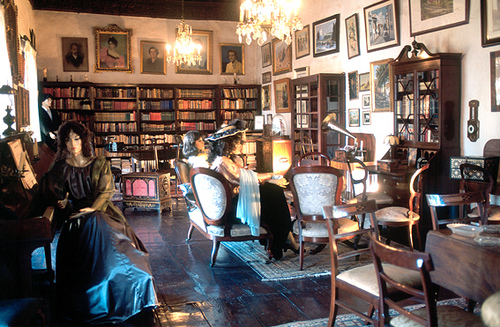
Musée
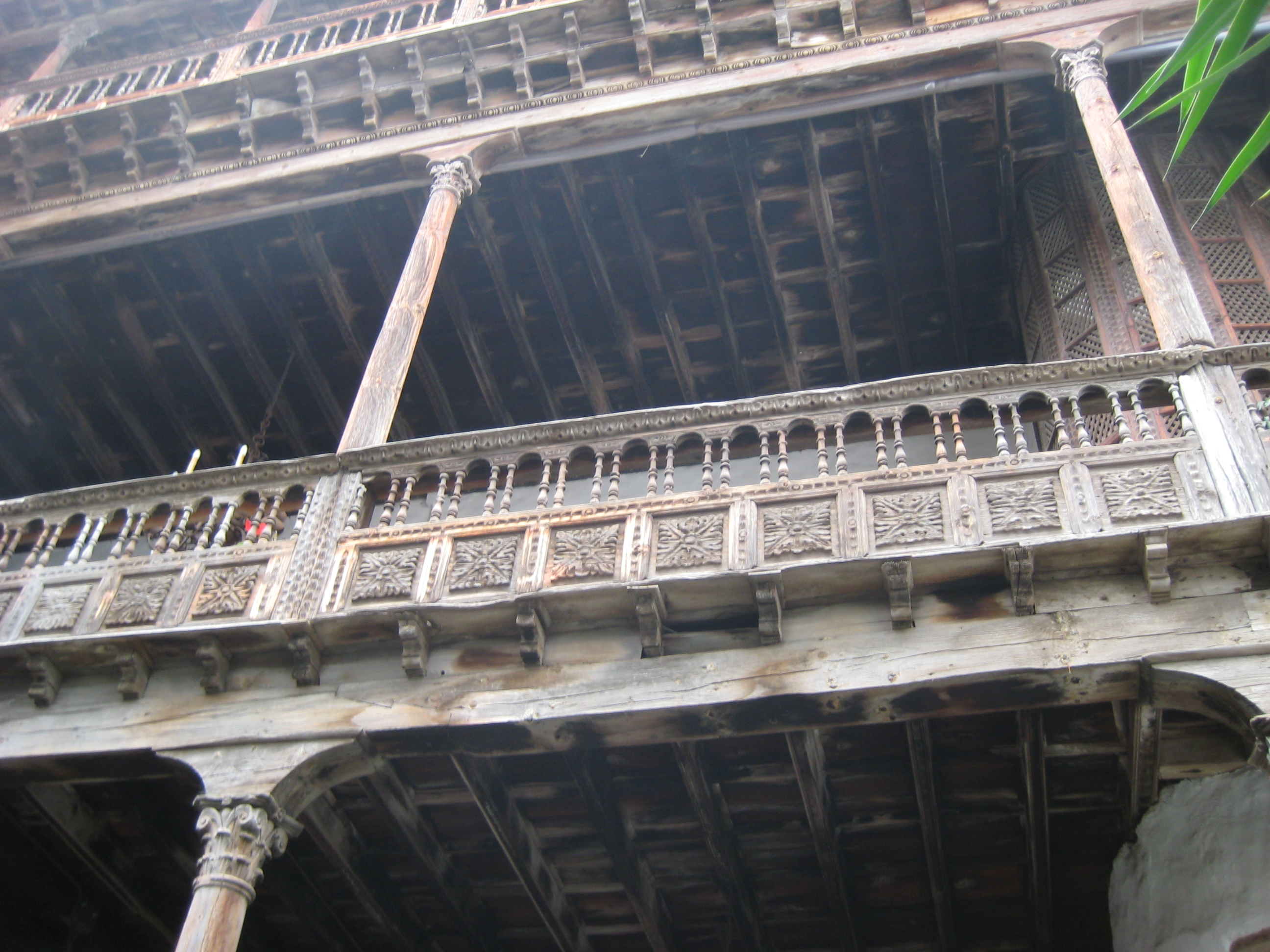
Détail des balcons

## Source de traduction
- (en) Cet article est partiellement ou en totalité issu de l’article de Wikipédia en anglais intitulé « Casa de los Balcones » (voir la liste des auteurs).